# 手話通訳者全国統一試験
手話通訳者全国統一試験（しゅわつうやくしゃぜんこくとういつしけん）とは、社会福祉法人全国手話研修センターが毎年12月上旬に実施する民間資格をいう。手話通訳者として必要な知識及び技能について行う民間資格である。略称は「統一試験」

## 概要
手話通訳者全国統一試験は、全国手話研修センターが問題を作成し、各都道府県政令指定都市等の聴覚障害者関連団体が試験実施主体として利用する。都道府県によっては、当試験を利用しない聴覚障害者関連団体もある。
当試験に合格した者は、「手話通訳者となる資格を有する者」となり、さらに各県独自の通訳者試験を経て県の認定手話通訳者となる。
そのため当試験に合格した者は合格県以外で当試験を採用している県でも「手話通訳者となる資格を有する者」と認められる資格となる。
この試験を受験するためには一定の条件を満たさなければ受験資格が得られない。
以前は全国統一した手話通訳者のレベルを認定する試験は手話通訳技能認定試験（手話通訳士試験）だけであったが、当試験が実施されるようになり「全国統一のレベルで手話通訳者を認定する試験」となった。
当資格は医師、弁護士のような業務独占ではないため、無資格者でも手話通訳を業とすることができる。
手話通訳者全国統一試験は、筆記試験と実技試験（手話の要約、場面通訳）で行われる。

## 受験資格
1. 手話通訳者養成課程修了者
2. 手話通訳者養成課程修了者と同等の知識及び技術を有する者

手話通訳者養成課程を受講するためには市町村が実施する手話奉仕員養成講座修了している必要がある。

## 試験施行期日等
- 試験日は毎年12月上旬。試験実施については、各聴覚障害者関係団体が決定している。平成23年度は全国49団体（45都道府県、4政令都市）で実施1507名が受験486名が合格。

手話通訳者全国統一試験は、都道府県で通訳者として活動を認められる条件となる試験として利用されている。（大阪府を除く）

## 合格率
| 年度       | 年   | 利用実施団体数                      | 受験者 | 合格者 | 合格率  | 手話通訳士合格率 |
| ---------- | ---- | ----------------------------------- | ------ | ------ | ------- | ---------------- |
| 平成19年度 | 2007 | 全国45団体（41都道府県、4政令都市） | 1455名 | 251名  | 17.25%  | 25.59%           |
| 平成20年度 | 2008 |                                     | 1420名 | 403名  | 28.38%  | 33.11%           |
| 平成21年度 | 2009 | 全国47団体                          | 1495名 | 177名  | 11.84%  | 33.36%           |
| 平成22年度 | 2010 | 全国49団体（45都道府県、4政令都市） | 1584名 | 428名  | 27.02%  | 21.32%           |
| 平成23年度 | 2011 | 全国49団体（45都道府県、4政令都市） | 1507名 | 486名  | 32.25%  | 19.78%           |
| 平成24年度 | 2012 | 全国50団体（46都道府県、4政令都市） | 1471名 | 242名  | 16.45%  | 11.11%           |
| 平成25年度 | 2013 | 全国50団体（46都道府県、4政令都市） | 1554名 | 277名  | 17.82%  | 20.45%           |
| 平成26年度 | 2014 | 全国50団体（46都道府県、4政令都市） | 1504名 | 177名  | 11.77%  | 11.11%           |
| 平成27年度 | 2015 |                                     | 1618名 | 292名  | 18.05%  | 2.1%             |
| 平成28年度 | 2016 |                                     | 1713名 | 247名  | 14.42％ | 11.2％           |
| 平成29年度 | 2017 | 46都道府県、４政令都市の52会場      | 1800名 | 232名  | 12.89％ | 8.2％            |
| 平成30年度 | 2018 |                                     | 1762名 | 316名  | 17.93%  | 9.8％            |
| 令和元年度 | 2019 |                                     | 1881名 | 377名  | 20.04％ | 11％             |
| 令和２年度 | 2020 |                                     | 1348名 | 266名  | 19.73%  | 8.2％            |
| 令和３年度 | 2021 |                                     | 1444名 | 295名  | 20.43%  | 9.6％            |
| 令和４年度 | 2022 |                                     | 1535名 | 281名  | 18%     | 13.3％           |
| 令和５年度 | 2023 | 46都道府県、５政令都市              | 1690名 | 256名  | 15.15%  | 12.2％           |
| 令和６年度 | 2024 |                                     | 1852名 | 333名  | 17.98％ | 5.5％            |